# Kelemen Mikes
Kelemen Mikes (1690, Zágon, Transsilvània - 1761, Tekirdağ, Turquia) fou un polític i escriptor hongarès. Va ser famós per prendre part en els moviments contraris a la dinastia dels Habsburg. És denominat de vegades el "Goethe hongarès", i se'l considera com un dels fundadors de la prosa literària hongaresa, sobretot gràcies a la seva obra Cartes des de Turquia.
Va néixer a Zágon (Transsilvània), però passà la seva infància a Zabola, l'actual Covasna (Romania). Després de la seva lluita contra els Habsburg va veure's obligat a refugiar-se a la Confederació de Polònia i Lituània, a França i finalment a Turquia (aleshores l'Imperi Otomà). Durant la seva estança a Tekirdağ, Constantinoble, on va viure durant 44 anys en l'exili amb el príncep tanssilvà Ferenc Rákóczi, Mikes va completar i publicar 200 cartes i assaigs. El 1747 va traduir Regia via crucis de Benedictus van Haeften del francès a l'hongarès. Va romandre a Turquia fins a la seva mort, el 1761. Les seves cartes no es van publicar fins 40 anys després de la seva mort amb el títol Cartes des de Turquia.